# Trollgölen (Godegårds socken, Östergötland)
Trollgölen är en sjö på gränsen mellan Motala kommun i Östergötland och Askersunds kommun i Närke och ingår i Motala ströms huvudavrinningsområde.